# アレクサンドル・ディアチェンコ
アレクサンドル・ディアチェンコ（Aleksandr Dyachenko、1983年10月17日 - ）は、カザフスタンの自転車競技（ロードレース）選手。

## 来歴
2007年
- カザフスタン選手権・個人タイムトライアル(ITT) 優勝
- ツアー・オブ・ジャパン 総合3位

2009年、アスタナに移籍。
- カタルーニャ一周 総合7位

2011年
- 世界選手権・ITT 9位

2012年
- ツアー・オブ・ターキーでは当初総合2位だったが、2012年10月7日、総合1位のイヴァイロ・ガブロヴスキがエリスロポエチン(EPO)陽性による順位剥奪処分を受けたため、繰り上がって総合優勝者となった[1]。

2013年
- カザフスタン選手権・男子エリートロード 優勝